# Martín Almada
Martín Almada (Puerto Sastre, 30 gennaio 1937 – Asunción, 30 marzo 2024) è stato un avvocato e attivista paraguaiano.
Dopo essere stato pedagogo, sindacalista e scrittore nel Paraguay del dittatore Alfredo Stroessner, subì il carcere e la tortura; nel 1992 scoprì con l'aiuto del giudice José Agustín Fernández in una caserma di polizia a Lambaré una serie di importantissimi documenti inerenti all'Operazione Condor, della quale diventò uno dei massimi esperti.

## Biografia
Nato a Puerto Sastre, nel dipartimento dell'Alto Paraguay da una famiglia di umili origini, Martín Almada si trasferì presto a San Lorenzo, poco distante da Asunción, dove cominciò a lavorare a 6 anni come venditore ambulante. Ciononostante riuscì ugualmente a compiere gli studi fino a laurearsi nel 1963 in pedagogia; in seguito cominciò a lavorare nell'ambito dello sviluppo sociale creando associazioni di appoggio agli educatori del paese in grado di ricevere il sostegno di numerose organizzazioni internazionali. La sua attività di sindacalista lo spinse ad intraprendere anche gli studi di legge, divenendo avvocato nel 1968.
A causa della sua attività nel 1974 il regime di Stroessner decise di arrestarlo e di reprimere ogni sua organizzazione; durante i tre anni e mezzo passati in carcere la polizia causò la morte della moglie, Celestina Pérez. La campagna mediatica lanciata da Amnesty International e da altre associazioni umanitarie internazionali costrinsero il regime a liberarlo dopo 30 giorni di sciopero della fame; Almada andò così nel 1978 in esilio con i figli a Panama, dove cominciò a collaborare con l'UNESCO.

### Gli archivi del terrore
Tornato in Paraguay dopo il ripristino della democrazia, Martín Almada cominciò a raccogliere documenti riguardanti il regime dittatoriale di Stroessner. Il 14 settembre 1992 presentò una richiesta di Habeas data presso il tribunale dopo aver raccolto informazioni sulla presenza di numerosi documenti nella caserma di polizia di Lambaré; il 22 dicembre dello stesso anno il giudice José Agustín Fernández obbligò la polizia ad aprire la caserma, dove furono rinvenuti i cosiddetti “archivi del terrore”, un'enorme mole di documenti redatti durante la dittatura descriventi la sorte di migliaia di sudamericani rapiti ed uccisi dalla polizia e dai servizi segreti di Cile, Argentina, Uruguay, Paraguay, Bolivia e Brasile.

## Premi internazionali
Nel 2002 Martín Almada ricevette il “Premio Nobel Alternativo”, nome con il quale si suole designare il Right Livelihood Award.